# Walter M. Scott
Walter M. Scott (* 7. November 1906 in Cleveland, Ohio; † 2. Februar 1989 in Los Angeles) war ein US-amerikanischer Szenenbildner beim Film.

## Leben
Walter M. Scott wurde 1939 als Szenenbildner bei 20th Century Fox unter Vertrag genommen, wo er besonders häufig mit seinem Kollegen Lyle R. Wheeler für die Ausstattung der Filmsets zuständig war. Bis 1973 war er an mehr als 300 Filmproduktionen beteiligt und arbeitete mit einer Reihe von bedeutenden Regisseuren zusammen, darunter Ernst Lubitsch, Howard Hawks, Otto Preminger, Michael Curtiz, Billy Wilder, George Cukor und Robert Altman.
Im Laufe seiner Karriere wurde Scott insgesamt 21 Mal für den Oscar in der Kategorie Bestes Szenenbild nominiert. Für sechs Filme, darunter die Monumentalepen Das Gewand (1953) und Cleopatra (1963) sowie Der König und ich (1956), konnte er die Trophäe gewinnen. Er starb 1989 im Alter von 82 Jahren in Los Angeles und wurde auf dem Inglewood Park Cemetery in Inglewood beigesetzt.
Mit seiner Ehefrau Pauline (geb. Sutton) hatte Scott eine Tochter, Joyce Elaine Scott (1948–2012, verh. Shidler).

## Filmografie (Auswahl)
- 1937: Mr. Moto und die Schmugglerbande (Think Fast, Mr. Moto) – Regie: Norman Foster
- 1943: Ein himmlischer Sünder (Heaven Can Wait) – Regie: Ernst Lubitsch
- 1944: Sweet and Low-Down – Regie: Archie Mayo
- 1947: Daisy Kenyon – Regie: Otto Preminger
- 1947: Endspurt (The Homestretch) – Regie: H. Bruce Humberstone
- 1948: Die Frau im Hermelin (That Lady in Ermine) – Regie: Ernst Lubitsch
- 1948: Ich heirate dich doch (That Wonderful Urge) – Regie: Robert B. Sinclair
- 1948: Eine Dachkammer für zwei (Apartment for Peggy) – Regie: George Seaton
- 1949: Ein Brief an drei Frauen (A Letter to Three Wives) – Regie: Joseph L. Mankiewicz
- 1949: Blutsfeindschaft (House of Strangers) – Regie: Joseph L. Mankiewicz
- 1949: Ich war eine männliche Kriegsbraut (I Was a Male War Bride) – Regie: Howard Hawks
- 1949: Seemannslos (Down to the Sea in Ships) – Regie: Henry Hathaway
- 1950: Der Scharfschütze (The Gunfighter) – Regie: Henry King
- 1950: Faustrecht der Großstadt (Where the Sidewalk Ends) – Regie: Otto Preminger
- 1950: Alles über Eva (All About Eve) – Regie: Joseph L. Mankiewicz
- 1951: An der Riviera (On the Rivera) – Regie: Walter Lang
- 1951: Der Fall Cicero (Five Fingers) – Regie: Joseph L. Mankiewicz
- 1951: The Model and the Marriage Broker
- 1952: Liebling, ich werde jünger (Monkey Business) – Regie: Howard Hawks
- 1952: Die Legion der Verdammten (Les Misérables) – Regie: Lewis Milestone
- 1952: Meine Cousine Rachel (My Cousin Rachel) – Regie: Henry Koster
- 1953: Don Camillos Rückkehr (Il ritorno di don Camillo) – Regie: Julien Duvivier
- 1953: Das Gewand (The Robe) – Regie: Henry Koster
- 1953: Wie angelt man sich einen Millionär? (How to Marry a Millionaire) – Regie: Jean Negulesco
- 1953: Der Hauptmann von Peshawar (King of the Khyber Rifles) – Regie: Henry King
- 1954: Prinz Eisenherz (Prince Valiant) – Regie: Henry Hathaway
- 1954: Fluß ohne Wiederkehr (River of No Return) – Regie: Otto Preminger
- 1954: Drei Münzen im Brunnen (Three Coins in the Fountain) – Regie: Jean Negulesco
- 1954: Die Gladiatoren (Demetrius and the Gladiators) – Regie: Delmer Daves
- 1954: Die gebrochene Lanze (Broken Lance) – Regie: Edward Dmytryk
- 1954: Sinuhe der Ägypter (The Robe) – Regie: Michael Curtiz
- 1954: Desirée – Regie: Henry Koster
- 1955: Rhythmus im Blut (There’s No Business Like Show Business) – Regie: Walter Lang
- 1955: Daddy Langbein (Daddy Long Legs) – Regie: Jean Negulesco
- 1955: Das verflixte 7. Jahr (The Seven Year Itch) – Regie: Billy Wilder
- 1955: Die linke Hand Gottes (The Left Hand of God) – Regie: Edward Dmytryk
- 1955: Der große Regen (The Rains of Ranchipur) – Regie: Jean Negulesco
- 1956: Zwischen Himmel und Hölle (D-Day the Sixth of June) – Regie: Henry Koster
- 1956: Der König und ich (The King and I) – Regie: Walter Lang
- 1956: Bus Stop – Regie: Joshua Logan
- 1956: 23 Schritte zum Abgrund (23 Paces to Baker Street) – Regie: Henry Hathaway
- 1956: Der letzte Wagen (The Last Wagon) – Regie: Delmer Daves
- 1956: Pulverdampf und heiße Lieder (Love Me Tender) – Regie: Robert D. Webb
- 1956: The Girl Can’t Help It – Regie: Frank Tashlin
- 1957: Eine Frau, die alles weiß (Desk Set) – Regie: Walter Lang
- 1957: Die große Liebe meines Lebens (An Affair to Remember) – Regie: Leo McCarey
- 1957: Giftiger Schnee (A Hatful of Rain) – Regie: Fred Zinnemann
- 1957: Zwischen Madrid und Paris (The Sun Also Rises) – Regie: Henry King
- 1957: Eva mit den drei Gesichtern (The Three Faces of Eve) – Regie: Nunnally Johnson
- 1957: Vierzig Gewehre (Forty Guns) – Regie: Samuel Fuller
- 1957: Glut unter der Asche (Peyton Place) – Regie: Mark Robson
- 1957: Duell im Atlantik (The Enemy Below) – Regie: Dick Powell
- 1958: Die jungen Löwen (The Young Lions) – Regie: Edward Dmytryk
- 1958: Bravados (The Bravados) – Regie: Henry King
- 1958: Der Barbar und die Geisha (The Barbarian and the Geisha) – Regie: John Huston
- 1958: Die Fliege (The Fly) – Regie: Kurt Neumann
- 1958: Kampfflieger (The Hunters) – Regie: Dick Powell
- 1959: Das Tagebuch der Anne Frank (The Diary Of Anne Frank) – Regie: George Stevens
- 1959: Alle meine Träume (The Best of Everything) – Regie: Jean Negulesco
- 1959: Die Krone des Lebens (Beloved Infidel) – Regie: Henry King
- 1959: Der blaue Engel (The Blue Angel) – Regie: Edward Dmytryk
- 1959: Die Reise zum Mittelpunkt der Erde (Journey to the Center of the Earth) – Regie: Henry Levin
- 1959: Sensation auf Seite 1 (The Story on Page One) – Regie: Clifford Odets
- 1960: Sieben Diebe (Seven Thieves) – Regie: Henry Hathaway
- 1960: Machen wir’s in Liebe (Let’s Make Love) – Regie: George Cukor
- 1960: Land der tausend Abenteuer (North to Alaska) – Regie: Henry Hathaway
- 1960: Flammender Stern (Flaming Star) – Regie: Don Siegel
- 1961: Lied des Rebellen (Wild in the Country) – Regie: Philip Dunne
- 1961: Franz von Assisi (Francis of Assisi) – Regie: Michael Curtiz
- 1961: Unternehmen Feuergürtel (Voyage to the Bottom of the Sea) – Regie: Irwin Allen
- 1961: Die Comancheros (The Comancheros) – Regie: Michael Curtiz
- 1961: Piraten von Tortuga (Pirates of Tortuga) – Regie: Robert D. Webb
- 1962: Zärtlich ist die Nacht (Tender is the Night) – Regie: Henry King
- 1962: Mr. Hobbs macht Ferien (Mr. Hobbs Takes a Vacation) – Regie: Henry Koster
- 1963: Cleopatra – Regie: Joseph L. Mankiewicz
- 1963: Die verlorene Rose (The Stripper) – Regie: Franklin J. Schaffner
- 1963: Eine zuviel im Bett (Move Over, Darling) – Regie: Michael Gordon
- 1964: Immer mit einem anderen (What a Way to Go!) – Regie: J. Lee Thompson
- 1964: Bezwinger des Todes (Fate is the Hunter) – Regie: Ralph Nelson
- 1964: Drei Mädchen in Madrid (The Pleasure Seekers) – Regie: Jean Negulesco
- 1965: Geliebte Brigitte (Dear Brigitte) – Regie: Henry Koster
- 1965: Meine Lieder – meine Träume (The Sound of Music) – Regie: Robert Wise
- 1965: Colonel von Ryans Express (Von Ryan’s Express) – Regie: Mark Robson
- 1965: Bitte nicht stören! (Do Not Disturb) – Regie: Ralph Levy
- 1966: Derek Flint schickt seine Leiche (Our Man Flint) – Regie: Daniel Mann
- 1966: Batman hält die Welt in Atem (Batman) – Regie: Leslie H. Martinson
- 1966: Die phantastische Reise (Fantastic Voyage) – Regie: Richard Fleischer
- 1966: Kanonenboot am Yangtse-Kiang (The Sand Pebbles) – Regie: Robert Wise
- 1967: Derek Flint – hart wie Feuerstein (In Like Flint) – Regie: Gordon Douglas
- 1967: Man nannte ihn Hombre (Hombre) – Regie: Martin Ritt
- 1967: Caprice – Regie: Frank Tashlin
- 1967: Der Schnüffler (Tony Rome) – Regie: Gordon Douglas
- 1967: Doktor Dolittle – Regie: Richard Fleischer
- 1967: Das Tal der Puppen (Valley of the Dolls) – Regie: Mark Robson
- 1968: Planet der Affen (Planet of the Apes) – Regie: Franklin J. Schaffner
- 1968: Star! – Regie: Robert Wise
- 1968: Bandolero (Bandolero!) – Regie: Andrew V. McLaglen
- 1968: Der Frauenmörder von Boston (The Boston Strangler) – Regie: Richard Fleischer
- 1968: Die Lady in Zement (Lady In Cement) – Regie: Gordon Douglas
- 1969: Zwei Banditen (Butch Cassidy and the Sundance Kid) – Regie: George Roy Hill
- 1969: Die Unbesiegten (The Undefeated) – Regie: Andrew V. McLaglen
- 1969: Hello, Dolly! – Regie: Gene Kelly
- 1970: Das einzige Spiel in der Stadt (The Only Game in Town) – Regie: George Stevens
- 1970: M.A.S.H. – Regie: Robert Altman
- 1970: Rückkehr zum Planet der Affen (Beneath the Planet of the Apes) – Regie: Ted Post
- 1970: Blumen ohne Duft (Beyond the Valley of the Dolls) – Regie: Russ Meyer
- 1970: Tora! Tora! Tora! – Regie: Richard Fleischer, Kinji Fukasaku
- 1971: Flucht vom Planet der Affen (Escape from the Planet of the Apes) – Regie: Don Taylor

## Auszeichnungen

### Oscar
Bestes Szenenbild
Nominiert:
- 1951: Alles über Eva (zusammen mit Lyle R. Wheeler, Thomas Little, George W. Davis)
- 1952: An der Riviera (zusammen mit Lyle R. Wheeler, Leland Fuller, Joseph C. Wright, Thomas Little)
- 1953: Meine Cousine Rachel (zusammen mit Lyle R. Wheeler, John DeCuir)
- 1955: Desirée (zusammen mit Lyle R. Wheeler, Leland Fuller, Paul S. Fox)
- 1956: Daddy Langbein (zusammen mit Lyle R. Wheeler, John DeCuir, Paul S. Fox)
- 1956: Alle Herrlichkeit auf Erden (zusammen mit Lyle R. Wheeler, George W. Davis, Jack Stubbs)
- 1957: Teenage Rebel (zusammen mit Lyle R. Wheeler, Jack Martin Smith, Stuart A. Reiss)
- 1959: A Certain Smile (zusammen mit Lyle R. Wheeler, John DeCuir, Paul S. Fox)
- 1960: Die Reise zum Mittelpunkt der Erde (zusammen mit Lyle R. Wheeler, Franz Bachelin, Herman A. Blumenthal, Joseph Kish)
- 1965: Immer mit einem anderen (zusammen mit Jack Martin Smith, Ted Haworth, Stuart A. Reiss)
- 1966: Meine Lieder – meine Träume (zusammen mit Boris Leven, Ruby R. Levitt)
- 1967: Kanonenboot am Yangtse-Kiang (zusammen mit Boris Leven, John Sturtevant, William Kiernan)
- 1968: Doctor Dolittle (zusammen mit Mario Chiari, Jack Martin Smith, Ed Graves, Stuart A. Reiss)
- 1969: Star! (zusammen mit Boris Leven, Howard Bristol)
- 1971: Tora! Tora! Tora! (zusammen mit Jack Martin Smith, Muraki Yoshirō, Richard Day, Taizô Kawashima, Norman Rockett, Carl Biddiscombe)

Gewonnen:
- 1954: Das Gewand (zusammen mit Lyle R. Wheeler, George W. Davis, Paul S. Fox)
- 1957: Der König und ich (zusammen mit Lyle R. Wheeler, John DeCuir, Paul S. Fox)
- 1960: Das Tagebuch der Anne Frank (zusammen mit Lyle R. Wheeler, George W. Davis, Stuart A. Reiss)
- 1964: Cleopatra (zusammen mit John DeCuir, Jack Martin Smith, Hilyard M. Brown, Herman A. Blumenthal, Elven Webb, Maurice Pelling, Boris Juraga, Paul S. Fox, Ray Moyer)
- 1967: Die phantastische Reise (zusammen mit Jack Martin Smith, Dale Hennesy, Stuart A. Reiss)
- 1970: Hello, Dolly! (zusammen mit John DeCuir, Jack Martin Smith, Herman A. Blumenthal, George James Hopkins, Raphael Bretton)